# Gare de Zuidhorn
La gare de Zuidhorn (en néerlandais station Zuidhorn) est une gare néerlandaise située à Zuidhorn, dans la province de Groningue.

## Situation ferroviaire
La gare est située sur la ligne de Harlingen à Nieuweschans, traversant d'ouest en est les provinces néerlandaises de Frise et Groningue.

## Histoire
Les trains s'y arrêtent depuis le 1er juin 1866.

## Service voyageur
Les trains s'arrêtant à la gare de Zuidhorn font partie du service assuré par Arriva reliant Leeuwarden à Groningue.